# Strutter (TV-serie)
Strutter är en brittisk humorserie som har sänts i två säsonger på MTV och skapades av Paul Garner tillsammans med Paul Kaye, som också spelar karaktären Mike Strutter. Serien fokuserar på klipp av människor som skadas, ett tyskt par som gillar att blanda extrema sporter med samlag, reklaminslag för det fiktiva varumärket "Struttergear" och Strutter som gör narr av musikvideor.  

## Övrigt
Strutter har världsrekordet för flest svordomar i en TV-serie enligt Guinness Rekordbok.